# Elisabetta Fantone
Elisabetta Fantone est une actrice et artiste peintre canadienne née le 12 août 1982 à Montréal au Québec.

## Filmographie

### Cinéma
- 2002 : Pluto Nash : une danseuse
- 2008 : My Secret Garden : la princesse
- 2012 : My Name Is Sandy : Sandy
- 2012 : Havana 57 : Juliana
- 2013 : L'Entrevue
- 2014 : Big Eyes : Marta
- 2016 : Papa est devenu un lutin : Karine Rousseau
- 2017 : Girlfriend Killer : Marissa Stefans

### Télévision
- 2002 : Lathe of Heaven : une patiente
- 2006 : Le 9.5 : la présentatrice de la météo
- 2010 : Le Trésor secret de la montagne : Carolyn Thacker
- 2010 : Blue Mountain State : Darlene (2 épisodes)
- 2012 : Jampack : Elisabetta (3 épisodes)
- 2012-2013 : The Glades : Laura Jordan et Lisa (4 épisodes)
- 2013 : Nicky Deuce : Lorraine
- 2013 : The Arrangement : Tamra Norton
- 2014 : Ces gars-là : une danseuse (1 épisode)
- 2015 : Patrice Lemieux 24/7 : Camille
- 2015 : South Beach : Rebecca (6 épisodes)